# La donna è una cosa meravigliosa
La donna è una cosa meravigliosa è un film del 1964 diretto da Mauro Bolognini e diviso in due episodi: La balena bianca e Una donna dolce, dolce.
I due intermezzi animati Il mondo è delle donne e Amore sono opera rispettivamente dei disegnatori Pino Zac e Yōji Kuri.
Nel secondo episodio è presente il regista Tinto Brass.